# New LovePlus+
《New LovePlus+》，又譯作「新愛相隨+」，是一款由科樂美製作與發行的任天堂3DS平臺戀愛模擬遊戲。
本作以「回歸本源」爲主題，對系統、畫面設計元素進行了重新審視的同時，也加入了大量的新元素。

## 開發與發行
2013年7月4日，科樂美宣佈了開發任天堂3DS遊戲《New LovePlus》（2012年2月14日）續作《New LovePlus+》的決定。11月27日，科樂美宣佈本作將於2014年春季發售，並開放預訂包括遊戲軟件、印有三野太郎繪製插畫的任天堂3DS LL掌機、視覺及設定集、人頭錄音CD和插畫紙的豪華套裝。
2013年12月24日，科樂美發佈聖誕節特別節目，在節目中公佈了一些本作的新情報，並由杉田智和和阪口大助兩位嘉賓對開發中的遊戲系統進行試玩。本作取消了前作（《New LovePlus》）支持豎握／橫握3DS掌機兩種遊玩方式的設定，恢復了最初的豎握的方式，製作人內田明理表示這一改動是“回歸初心”。
2014年1月10日，科樂美宣佈遊戲將於當年3月27日發售。2月13日，科樂美公佈遊戲宣傳片，展示了本作中可以前往日光·鬼怒川、箱根等真是存在的旅遊勝地的「真實地點事件」（リアルスポットイベント）、完全更新的「肌膚之親模式」（スキンシップモード）與用戶界面等新要素，以及遊戲中的場景。

## 新增要素

在遊戲中與女主角之一的高嶺愛花對話

在《LovePlus +》加入的熱海旅遊的真實地點事件基礎上，本作新增日光・鬼怒川與箱根兩個旅遊目的地，並根據現實中的變化，對熱海旅遊事件的細節進行了一些調整。

## 評價
日本電子遊戲網站4Gamer.net撰稿人Mafia梶田將本作稱爲3DS版「LovePlus」的理想之作。

## 後續
2015年，LovePlus系列製作人內田明理和美術師三野太郎從科樂美公司離職，科樂美表示今後將繼續製作與提供《LovePlus》系列遊戲。

## 外部鏈接
- （日語）官方網站 （页面存档备份，存于）